# 이홍금
이홍금(1955년~)은 한국 극지연구소(KOPRI) 사무 총장으로 일하면서 가장 잘 알려진 남극 연구원이다.

## 생애
이홍금은 서울대학교에서 미생물학을 졸업하고 1989년 독일 브라운슈바이크 공대에서 박사 학위를 받았다. 그녀는 1990년 서울대학교에서 박사후 과정을 마친 후 1991년부터 2004년까지 한국해양연구원(KORDI)에서 주요 연구 과학자로 활동했다. 그녀는 2001년부터 2005년까지 해양 미생물 다양성을 위한 국립 연구소의 책임자였다. 2004년부터 극지연구소(KOPRI)의 주요 연구 과학자로 재직하고 있다.

## 경력 및 영향
2007 ~ 2013년 KOPRI 회장으로 그녀는 극지 연구 인프라 구조를 강화하고 국제 협력을 강화하는 데 적극적이었다.  그녀는 2009년 한국 최초의 연구용 쇄빙선 아라온 건설을 지원했다.  최첨단 연구 시설을 갖춘 아라온은 지구 물리학 및 지질학, 해양학 및 생물학 분야의 다 분야 과학 연구를 수행한다.  지역 조직위원회 위원장을 지내면서 서울에서 열린 ASSW 2011 (북극 과학 서밋 주간 2011)에 자신을 바쳤다.
그녀는 또한 2014년에 완공된 남극 대륙 북 빅토리아 랜드의 테라 노바 베이 (Terra Nova Bay)에서 장보고 남극 연구 기지 건설을 지원했다.  장보고 기지는 연중 계속되는 역으로서 기후 변화 연구 및 서 남극 관측 네트워크 개발의 기반이 되었다.  그녀는 2014년부터 2015년까지 IASC (International Arctic Science Committee) 검토위원회 위원으로 2006년 검토위원회의 권고 사항을 이행하는 과정을 포함하여 2006-2016년 기간의 진전 사항을 검토하고, 미래를위한 전략.  2009-2014년 ICSU RCAP (아시아 태평양 지역 국제위원회, 국제위원회)에 합류했다.  2011-2014년 ICSU RCAP 의장으로서 ICSU 전략 계획 2012-2017의 이행과 아시아 태평양 지역의 미래 지구 개발에 참여했다.  해양 및 극지 미생물 다양성의 전문가로서 그녀는 과학 기술부 해양 미생물 다양성을 위한 국립 연구소의 책임자로서 그녀의 연구 활동을 강화했다.  새로운 미생물 종을 보고 할뿐만 아니라 미생물 엑소 폴리 사카 라이드와 소분자를 선별 및 개발하여 항 바이러스, 항산화 및 적조 조류 살상 활동과 같은 생물학적 활동을 밝혀 냈다.  그녀는 100개 이상의 SCI 논문과 25개의 특허를 발표했다.
이홍금 연구원은 극지 및 고산 지역에서 수집 한 생물 다양성 정보와 생물 자원을 공유하는 극지 및 고산 미생물 수집 (PAMC)을 설립하고 운영했다.  대략 2800개의 미생물균주가 PAMC에 보관되어 있으며, 분류체계와, 지역적 기원, 서식지와 생리학적인 특성이 등록되어, 과학과 공공 지역에 제공되기 위해 준비되어 있다.  PAMC는 국제 네트워크 인 WFCC (World Federation of Culture Collection)에 등록되어 현재 공식 보관 기관으로 기능하고 있다.

## 수상 및 영예
이홍금은 2007년 한국 로레알 여성생명과학상을 수상했다 2015년 대한민국 미래창조과학부가 수여하는 올해의 여성과학기술인상을 수상했다. 2016년 대통령이 과학 기술 훈장을 수여했다.

## 선택된 작품들
- 임정 한; 김성진; 안 세 훈; (2007) Bio-source Technology 98 (2) : 361-367[14] Marin Dinoflagellate, Gyrodinium impudicum KG03에서 유래 된 새로운 생물학적 응집제 p-KG03의 특성
- 이 유경; 이정현; Lee, Hong Kum (2001) 해양 해면에서의 미생물 공생 Journal of Microbiology 39 (4) : 254-264[15]
- 정혜영; 임정 한; 이춘환; 최상행; 박윤경; 윤성호; Hur, Cheol-Goo; 강호영; 김 도큐; 이현희 (2005) 살해 약제를 생산하는 해양 미생물 Hahella chejuensis 의 게놈 청사진.  핵산 연구 33 (22) 7066-7073[16]
- 임정 한; 김성진; 안 세 훈; 이종교; Rhie, Ki Tae; 이홍근 (2004) 해양 미세 조류 자이 디니 움 충진 균 균주 KG03, 해양 생물 공학 6 (1) : 17-25에서 황산 화 된 엑소 폴리 사카 라이드의 항 바이러스 효과.[17]

## 같이 보기
- 안인영